# Hypoxia-inducible factor
I fattori inducibili dall'ipossia (HIF) sono fattori di trascrizione che rispondono alla diminuzione dell'ossigeno disponibile nell'ambiente cellulare, o ipossia.

## Scoperta
Il complesso trascrizionale HIF è stato scoperto nel 1995 da Gregg L. Semenza e dal dottor Guang Wang. Nel 2016, William Kaelin Jr., Peter J. Ratcliffe e Gregg L. Semenza hanno ricevuto il Lasker Award per il loro lavoro nel chiarire il ruolo di HIF-1 nel rilevamento dell'ossigeno e il suo ruolo nella sopravvivenza in condizioni di scarsi livelli di ossigeno. Nel 2019, gli stessi tre individui hanno ricevuto congiuntamente il Premio Nobel per la fisiologia o la medicina per il loro lavoro nel chiarire come l'HIF rileva e adatta la risposta cellulare alla disponibilità di ossigeno.

## Struttura
La maggior parte, se non tutte, le specie che respirano ossigeno esprimono il complesso trascrizionale altamente conservato HIF-1, che è un eterodimero composto da una subunità alfa e una beta, quest'ultima essendo un traslocatore nucleare del recettore degli idrocarburi arilici costitutivamente espresso (ARNT). HIF-1 appartiene alla sottofamiglia PER-ARNT-SIM (PAS) della famiglia di fattori di trascrizione basic helix-loop-helix (bHLH). La subunità alfa e beta sono simili nella struttura ed entrambe contengono i seguenti domini:
- N-terminale: un dominio bHLH per il legame al DNA
- regione centrale - dominio Per-ARNT-Sim (PAS), che facilita l'eterodimerizzazione
- C-terminale: recluta proteine trascrizionali coregolatrici

## Funzione
L'espressione di HIF1α nelle cellule staminali ematopoietiche spiega la natura di quiescenza delle cellule staminali per essere metabolicamente mantenute a un ritmo basso in modo da preservare la potenza delle cellule staminali per lunghi periodi in un ciclo di vita di un organismo.
La cascata di segnali HIF media gli effetti dell'ipossia, lo stato di bassa concentrazione di ossigeno, sulla cellula. L'ipossia spesso impedisce alle cellule di differenziarsi. Tuttavia, l'ipossia favorisce la formazione di vasi sanguigni ed è importante per la formazione di un sistema vascolare negli embrioni e nei tumori. L'ipossia nelle ferite favorisce anche la migrazione dei cheratinociti e il ripristino dell'epitelio. Non sorprende quindi che la modulazione di HIF-1 sia stata identificata come un promettente paradigma di trattamento nella guarigione delle ferite.
In generale, gli HIF sono vitali per lo sviluppo. Nei mammiferi, la delezione dei geni HIF-1 provoca la morte perinatale. HIF-1 ha dimostrato di essere vitale per la sopravvivenza dei condrociti, consentendo alle cellule di adattarsi a condizioni di basso contenuto di ossigeno all'interno delle placche di crescita delle ossa. L'HIF svolge un ruolo centrale nella regolazione del metabolismo umano.